# Arroio Chuí

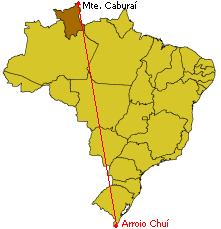
Carte du Brésil montrant les points extrêmes septentrional et méridional.

L'Arroio Chuí ("rivière Chuí") est un petit cours d'eau qui marque le point le plus méridional du Brésil, dans l’État du Rio Grande do Sul. C’est un mot tupi-guarani qui signifie en français "oiseau". Il prend sa source sur le territoire de la municipalité de Santa Vitória do Palmar, suit une direction nord-sud jusqu'à la limite de la commune de Chuí et bifurque vers l'est pour faire frontière avec l'Uruguay, avant de se jeter dans l'Océan Atlantique sud.
Le lit de l'embouchure de la rivière, qui se déplaçait en fonction des crues et des marées fut définitivement stabilisé en décembre 1978. L'inauguaration de l'ouvrage mettait fin à une période de problèmes diplomatiques entre les deux pays.
- Localisation : 33° 45′ 03″ S, 53° 23′ 48″ O

Les autres points extrêmes brésiliens sont :
- au Nord : les sources du Rio Ailã sur le Mont Caburaí, dans l'État du Roraima ;
- à l'Est (sur le continent) : la Pointe du Seixas (Ponta do Seixas), dans l'État de la Paraíba ;
- à l'Est (en mer) : les rochers de Saint-Pierre et Saint-Paul ;
- à l'Ouest, la source du Rio Moa, dans l'État de l'Acre.

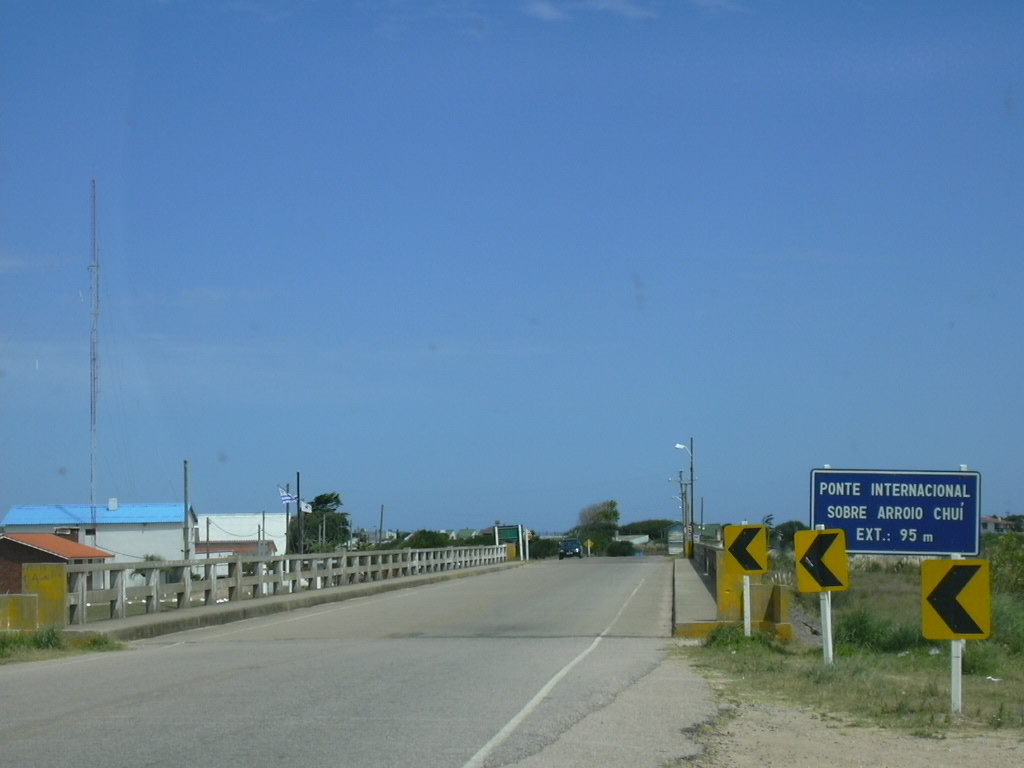
Pont frontière sur le cours d'eau.

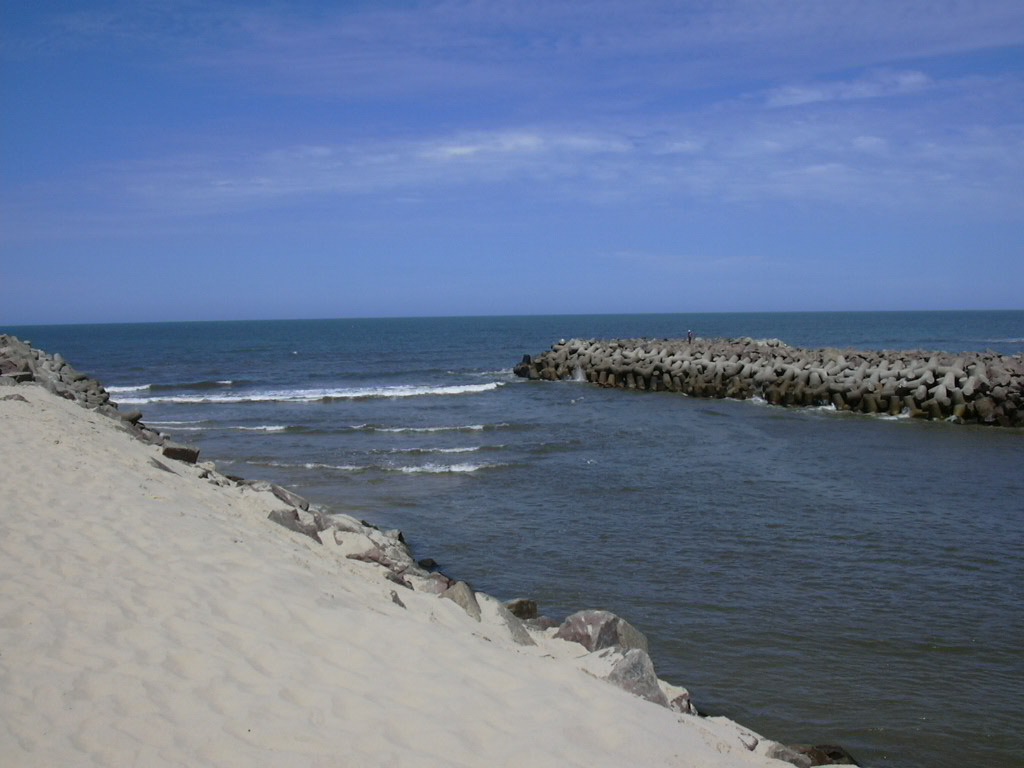
L'arroio Chuí se jette dans l'Océan Atlantique.